# 495 Eulalia
495 Eulalia
495 Eulalia là một tiểu hành tinh ở vành đai chính. Nó được Max Wolf phát hiện ngày 25.10.1902 ở Heidelberg, và được đặt theo tên người bà của vợ Max Wolf.